# Kanalik bębenkowy
Kanalik bębenkowy (łac. canaliculus tympanicus) – w anatomii człowieka kanał dla przejścia nerwów i naczyń krwionośnych w kości skroniowej, składający się z dwóch części. Część dolna zaczyna się na dolnej powierzchni piramidy kości skroniowej otworem dolnym kanalika bębenkowego (apertura inferior canaliculi tympanici) na dnie dołka skalistego. Wchodzą tam: nerw bębenkowy, wychodzący z dolnego zwoju nerwu IX oraz tętnica bębenkowa dolna (gałąź tętnicy gardłowej wstępującej) razem z żyłą bębenkową dolną. Dolna część kanalika prowadzi je do jamy bębenkowej. Nerw bębenkowy biegnie dalej bruzdą bębenkową (bruzdą wzgórka, sulcus tympanicus, sulcus promontorii) na przyśrodkowej ścianie jamy bębenkowej, a następnie przedłuża się w nerw skalisty mniejszy, który opuszcza jamę bębenkową przez otwór w jej górnej ścianie. Otwór ten stanowi początek górnej części kanalika bębenkowego, prowadzącej do dołu środkowego czaszki i kończącej się na powierzchni przedniej piramidy kości skroniowej otworem górnym kanalika bębenkowego. Oprócz nerwu skalistego mniejszego, przez górną część kanalika przechodzi też tętnica bębenkowa górna (gałąź tętnicy oponowej środkowej) i żyła bębenkowa górna. Górna część kanalika nazywana jest także kanałem nerwu skalistego mniejszego, a jej ujście – rozworem kanału nerwu skalistego mniejszego (hiatus canalis nervi petrosi minoris).